# Sabah Şəriəti
Sabah Şəriəti –en persa, صباح شریعتی, Sabah Shariati– (Sanandaj, Irán, 1 de enero de 1989) es un deportista azerbaiyano  de origen iraní que compite en lucha grecorromana.
Participó en los Juegos Olímpicos de Río de Janeiro 2016, obteniendo una medalla de bronce en la categoría de 130 kg.
En los Juegos Europeos obtuvo dos medallas, plata en Bakú 2015 y bronce en Minsk 2019. Ganó una medalla de plata en el Campeonato Europeo de Lucha de 2023.

## Palmarés internacional
| Juegos Olímpicos   | Juegos Olímpicos        | Juegos Olímpicos  | Juegos Olímpicos |
| Año                | Lugar                   | Medalla           | Categoría        |
| ------------------ | ----------------------- | ----------------- | ---------------- |
| 2016               | Río de Janeiro (Brasil) | Medalla de bronce | 130 kg           |
| Juegos Europeos    |                         |                   |                  |
| Año                | Lugar                   | Medalla           | Categoría        |
| 2015               | Bakú (Azerbaiyán)       | Medalla de plata  | 130 kg           |
| 2019               | Minsk (Bielorrusia)     | Medalla de bronce | 130 kg           |
| Campeonato Europeo |                         |                   |                  |
| Año                | Lugar                   | Medalla           | Categoría        |
| 2023               | Zagreb (Croacia)        | Medalla de plata  | 130 kg           |